# Bernus (Adelsgeschlecht)

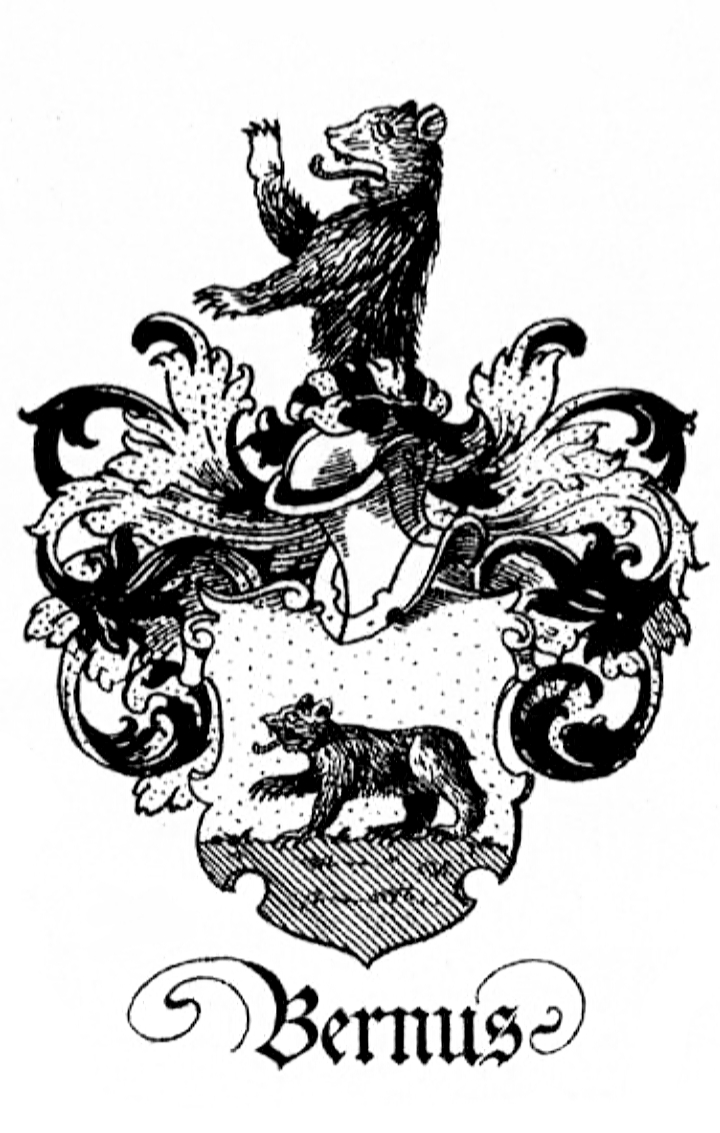
Stammwappen derer Bernus

Bernus ist der Name eines deutschen und österreichischen Adelsgeschlechts.

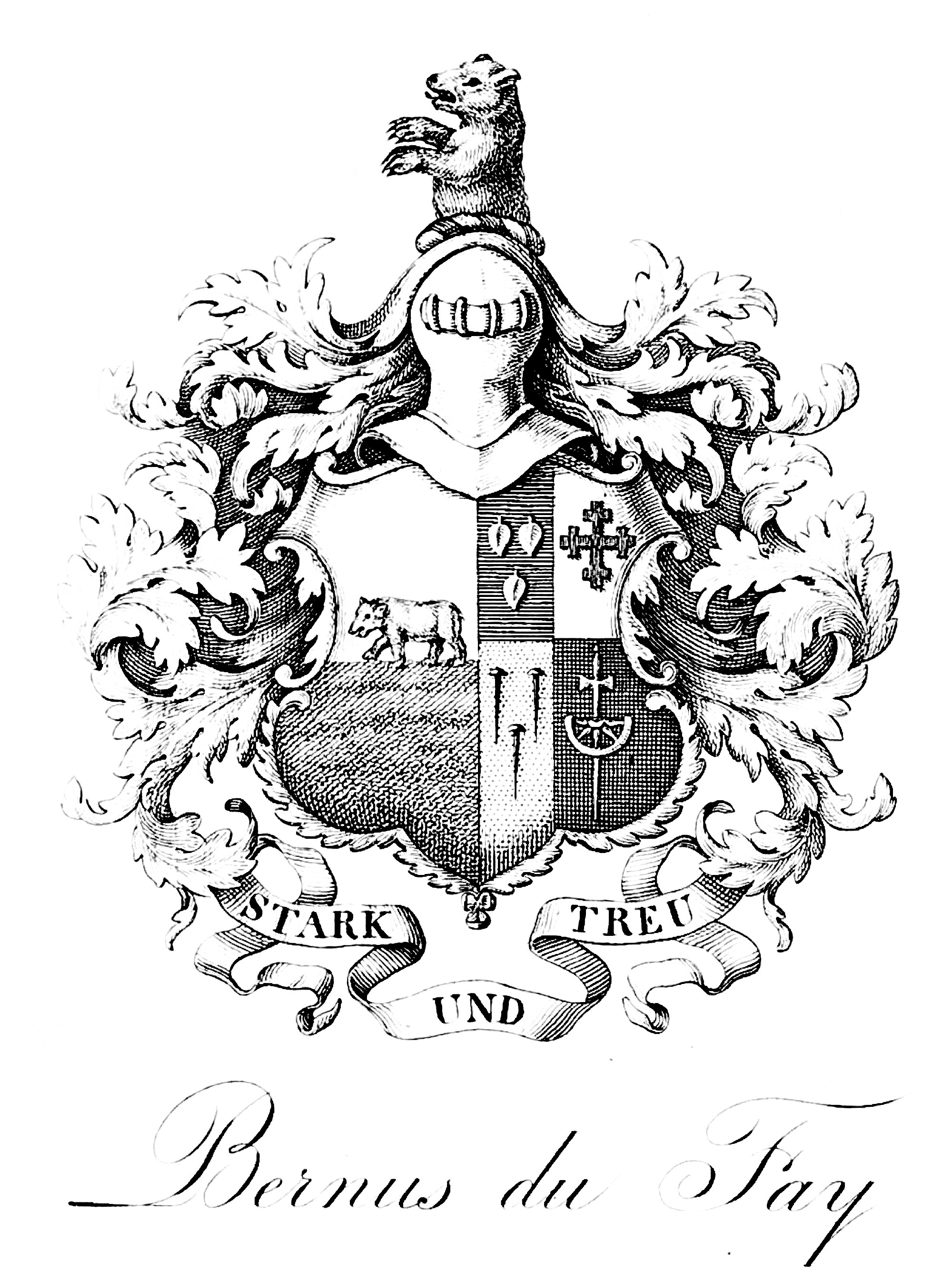
Wappen derer Bernus du Fay; vorn Stammwappen derer Bernus

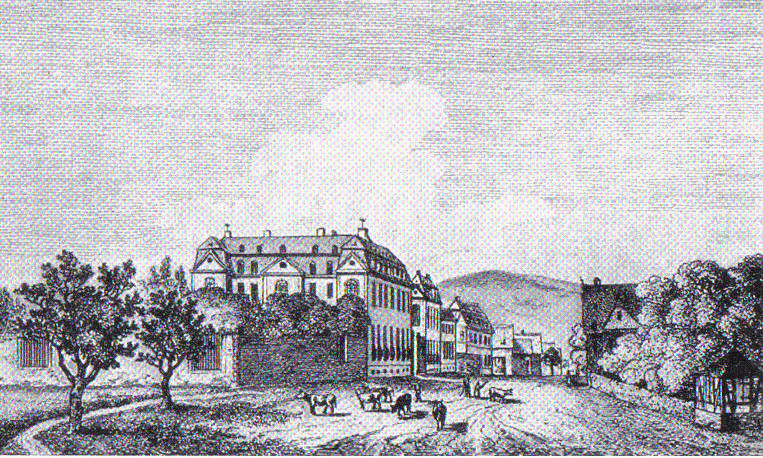
Bockenheimer Schloss

## Geschichte
Mitglieder der evangelischen Familie kamen als Glaubensflüchtlinge 1682 aus Italien über Lüttich und Hanau nach Frankfurt am Main. In letztgenannter Stadt gehörten die Bernus zu den angesehensten und reichsten Familien. 1857 erbten sie das Bockenheimer Schloss mit Park in Frankfurt-Bockenheim. Mit Andreas Ludwig (Louis) Bernus (1832–1913) beginnt die preußische Linie. Genannter wurde am 27. Januar 1912 in den Adelsstand erhoben. Franz Alfred Jakob Bernus heiratete 1836 Marie du Fay und wurde 1863 von Franz Joseph I. in den österreichischen Freiherrnstand nobilitiert. Friedrich Alexander von Bernus (1838–1908) erbte das säkularisierte Kloster Neuburg. Die Anlage blieb bis 1926 im Besitz von Alexander von Bernus, geb. Grashey (Adoptivsohn von Friedrich Alexander von Bernus), der 1921 Schloss Donaumünster als Sommersitz erwarb, später als ständigen Wohnsitz nutzte. 1928 kam noch Schloss Eschenau in den Besitz von Alexander von Bernus, dessen Nachfahren heute Eigentümer des Schlosses sind. Letztgenannter wurde 1885 in den badischen Freiherrnstand immatrikuliert.

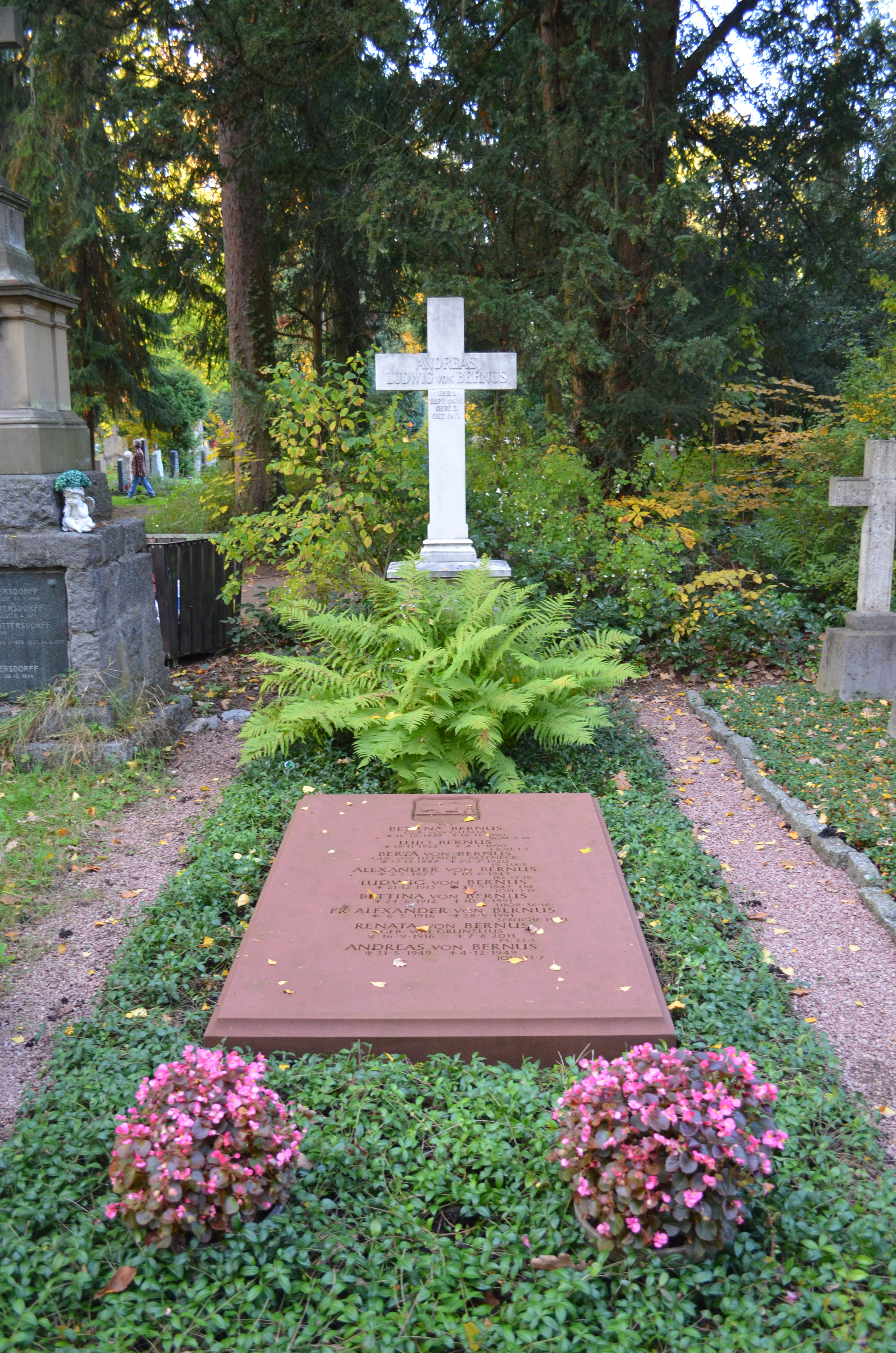
Hauptfriedhof Frankfurt am Main Grabstätte Bernus
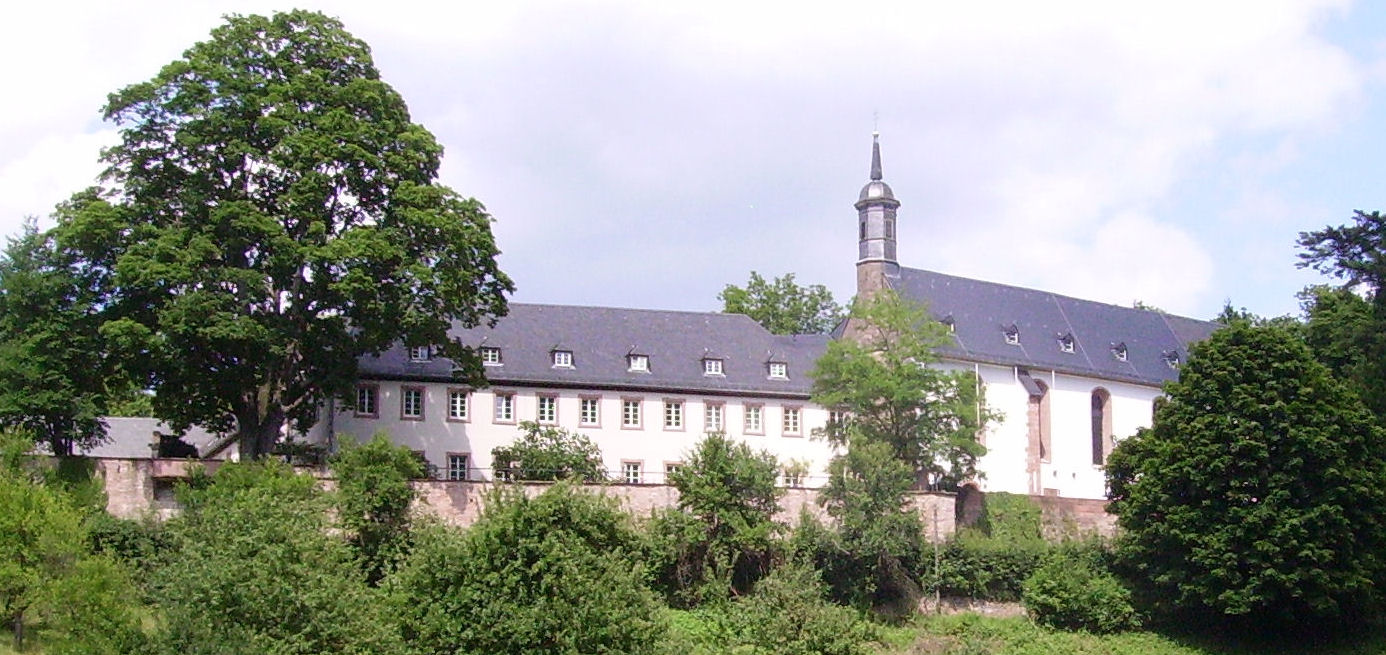
Stift Neuburg
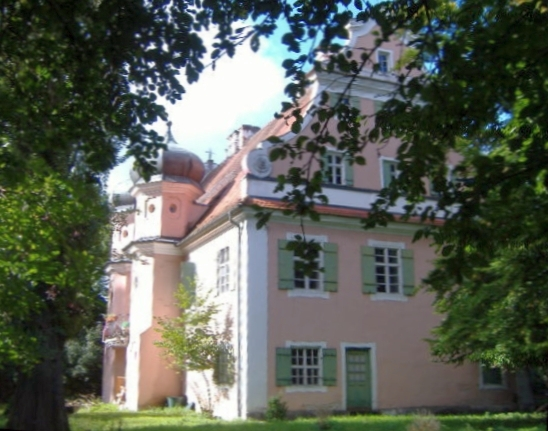
Schloss Donaumünster
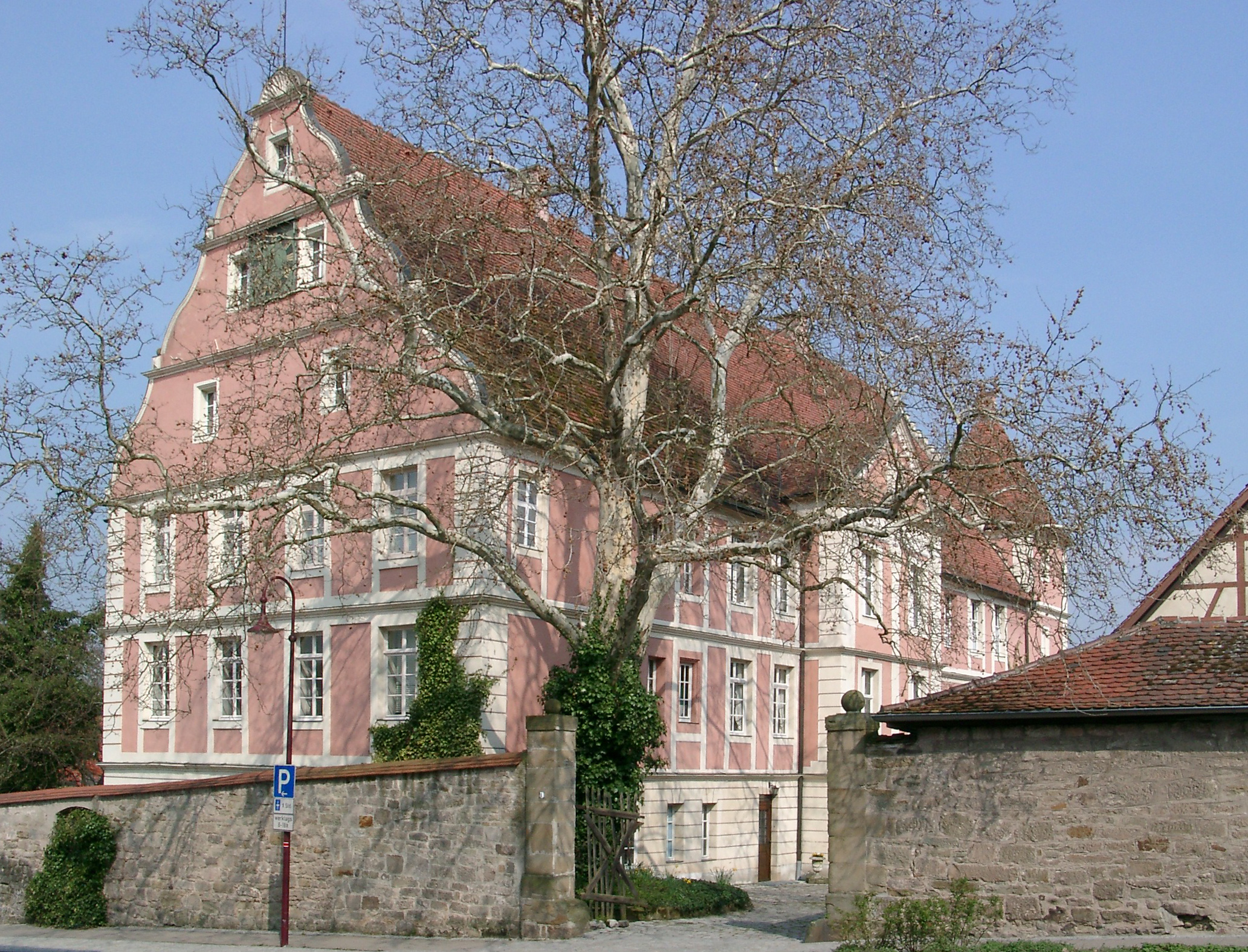
Schloss Eschenau

## Wappen
- (1863): In Gold ein auf grünen Boden schreitender schwärzer Bär. Auf dem gekrönten Helm mit schwarz-goldenen Decken der Bär wachsend. Schildhalter zwei schwarze Bären. Der Wahlspruch: Praesto e presto
- (1885): dem der Freiherrn von Bernus 1863
- (1912): = 1863, jedoch ohne Schildhalter und Wahlspruch

## Namensträger
- Franz von Bernus
- Alexander von Bernus
- Isa von Bernus
- Ursula Pia von Bernus